# Eddie Cudworth
Eddie Cudworth, född 11 januari 1911, död 19 februari 1990, var en friidrottare från Kanada. Han deltog vid olympiska sommarspelen 1932.